# Дельта-5000
«Дельта-5000» — американская двухступенчатая ракета-носитель среднего класса, семейства Дельта, разработанная компанией McDonnell Douglas (ныне — Boeing) в 1989 году. 
Ракета-носитель была запущена только один раз — в 14:34 UTC 18 ноября 1989 года, со стартовой площадки SLC-2W космодрома Ванденберг. Во время старта была успешно запущена на НОО космическая обсерватория COBE.